# Spoorlijn Auray - Quiberon
De spoorlijn Auray - Quiberon is een Franse spoorlijn van Auray naar Quiberon. De lijn is 26,4 km lang en heeft als lijnnummer 473 000.

## Geschiedenis
De lijn werd geopend door de Compagnie du chemin de fer de Paris à Orléans op 4 juli 1882. 

## Treindiensten
De SNCF verzorgt het personenvervoer op dit traject met TER treinen.
| Serie      | Treinsoort | Route            | Bijzonderheden |
| ---------- | ---------- | ---------------- | -------------- |
| TER 854500 | TER (SNCF) | Auray – Quiberon |                |

## Aansluitingen
In de volgende plaats is of was er een aansluiting op de volgende spoorlijnen:
Auray
RFN 470 000, spoorlijn tussen Savenay en Landerneau
RFN 474 000, spoorlijn tussen Auray en Pontivy

## Galerij

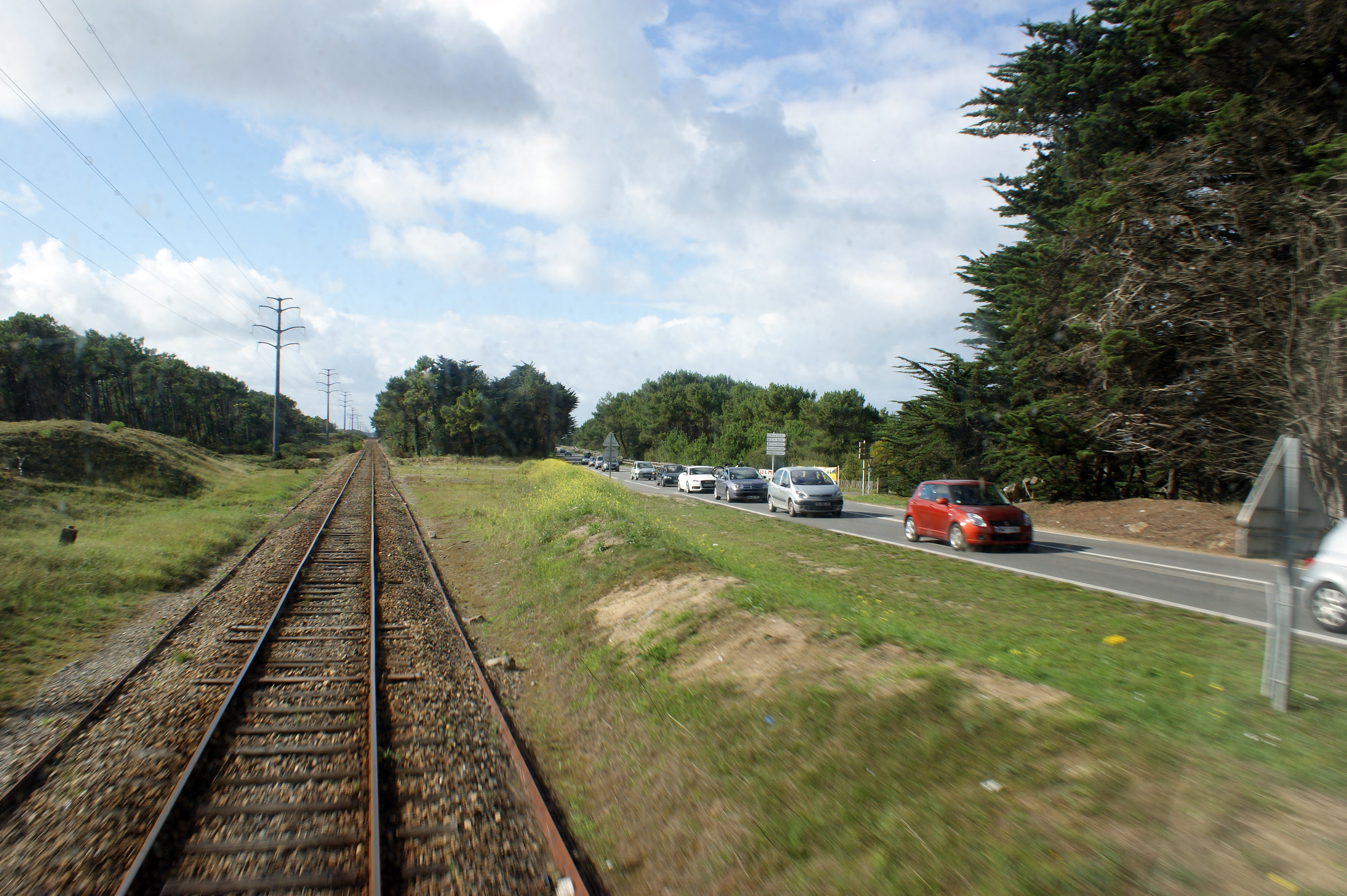
De lijn bij Plouharnel langs de D768
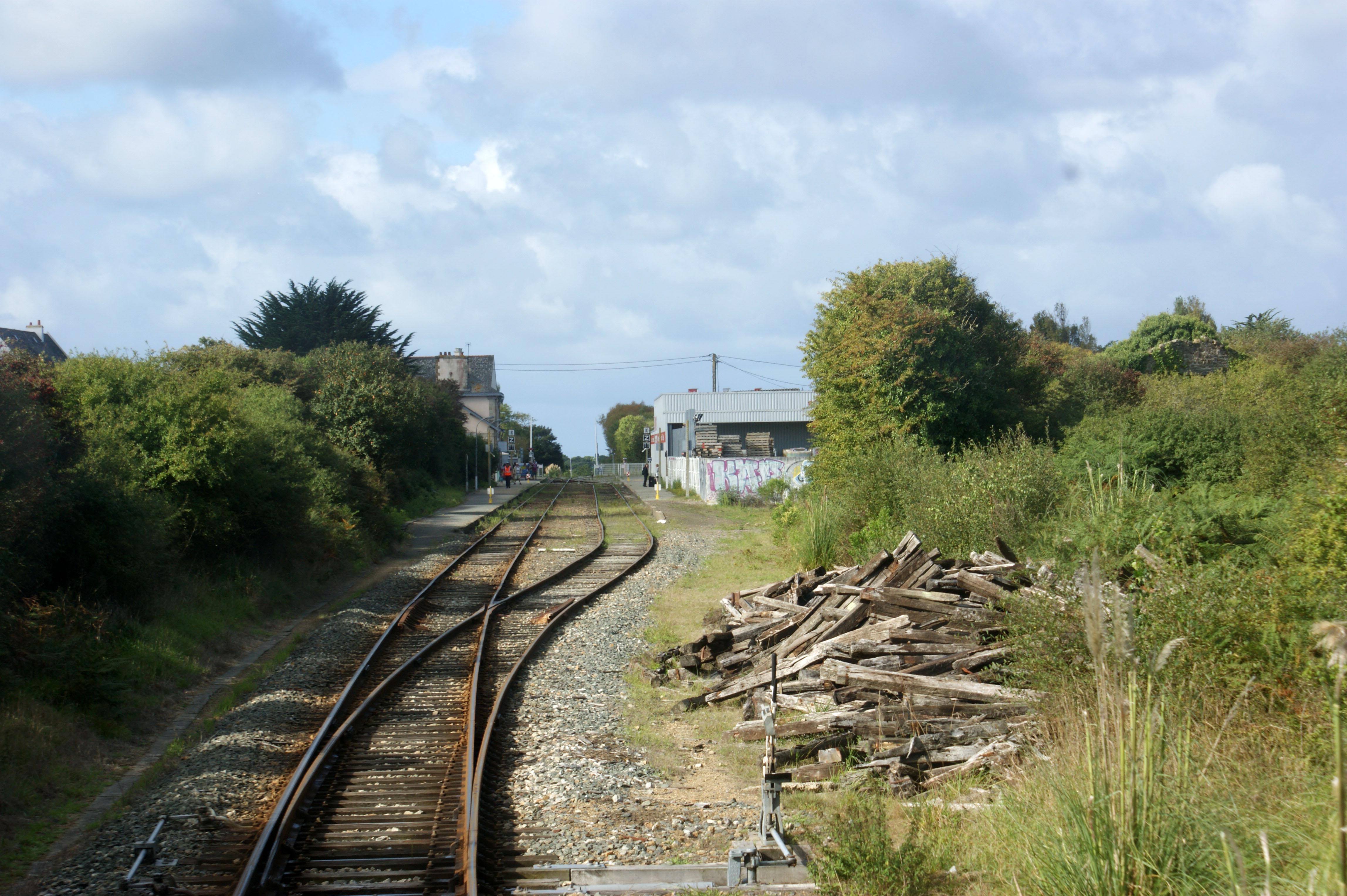
Station Plouharnel - Carnac
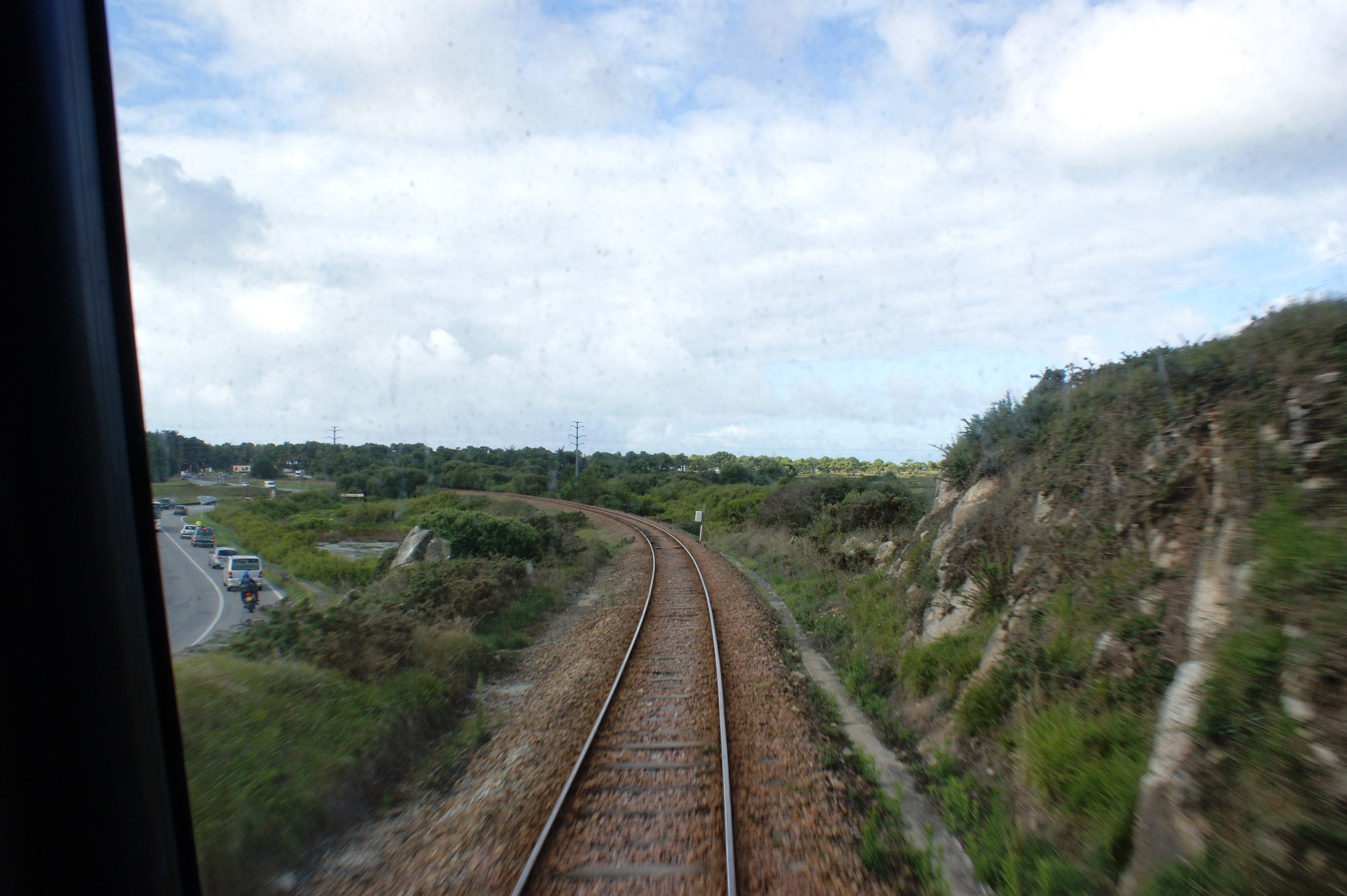
De lijn bij Plouharnel
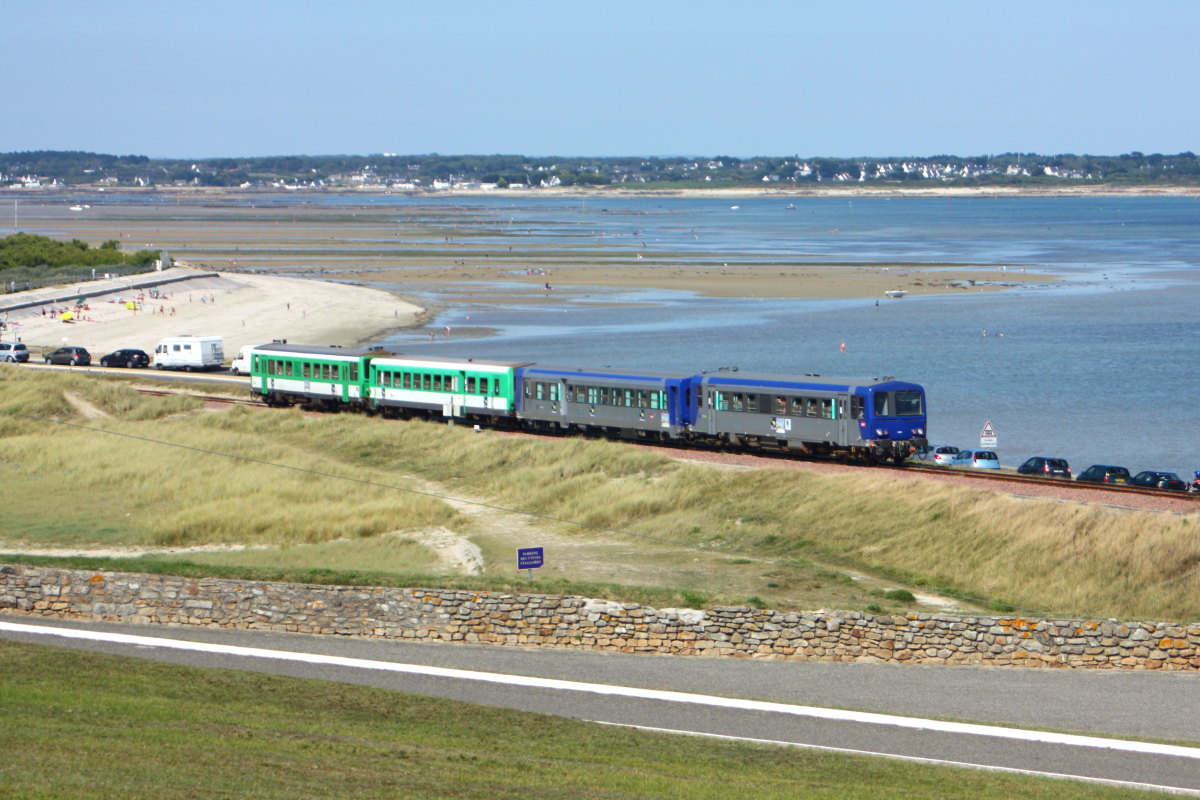
Een trein bij Isthme de Penthièvre
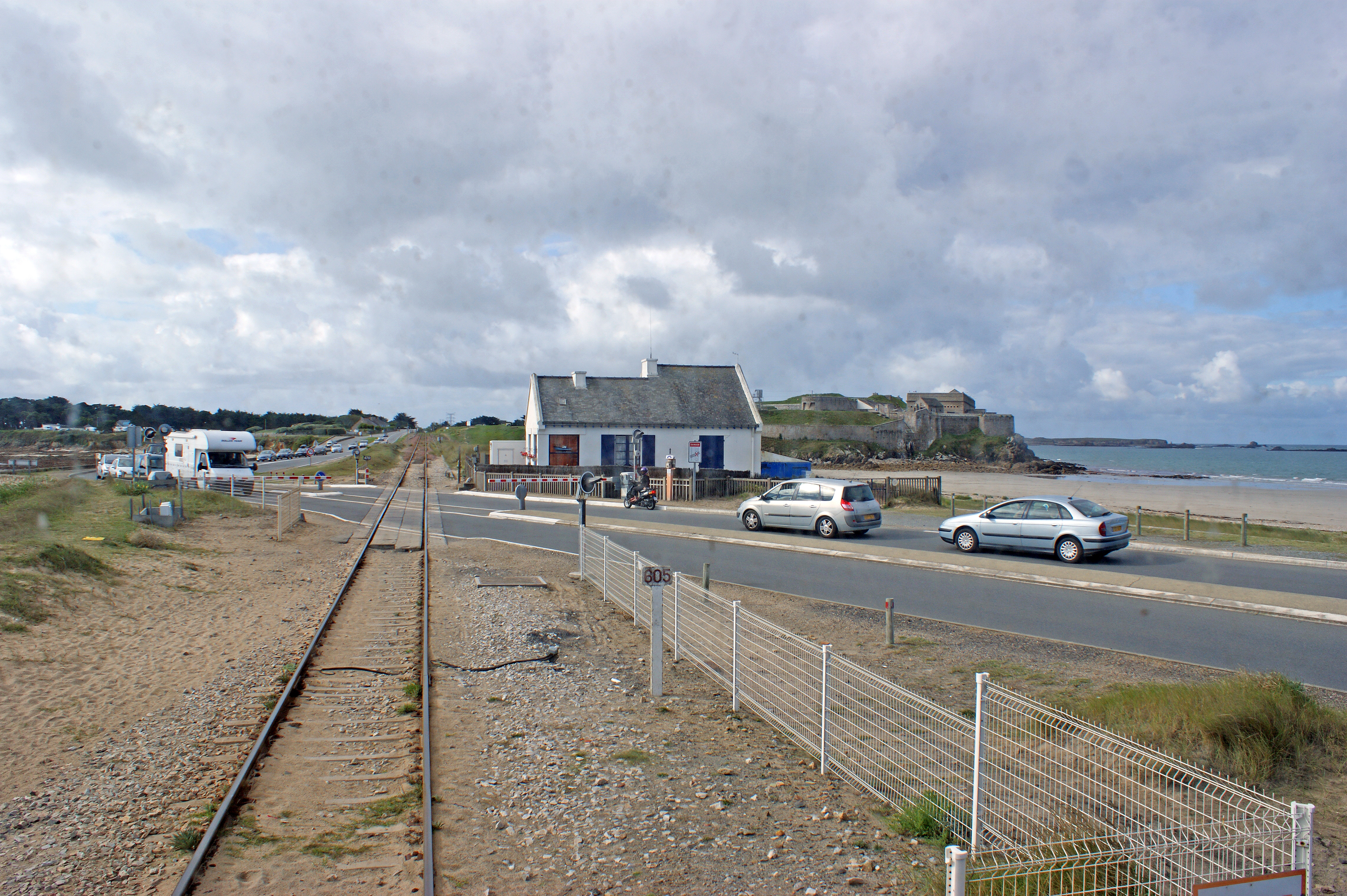
Halte Isthme-Pentièvre
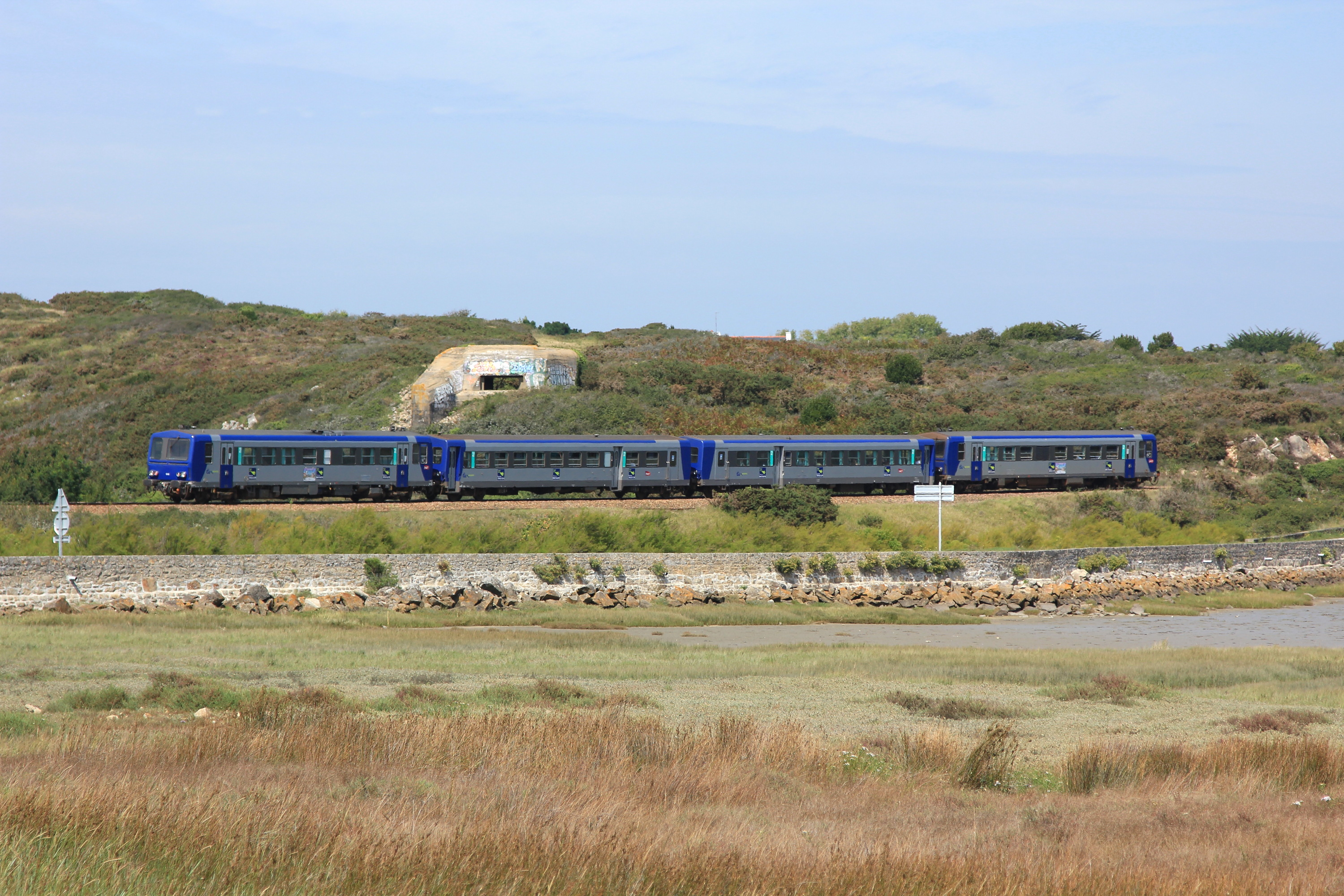
Een trein langs de baai van Plouharnel